# Стэниш, Чарльз
Чарльз Стэниш (англ. Charles (Chip) S. (Sanford) Stanish; род. 23 октября 1956) — американский археолог и антрополог, специалист по Южной Америке (андским культурам). Доктор философии (1985, Чикагский университет), профессор кафедры антропологии Южно-Флоридского университета; эмерит-профессор Калифорнийского университета в Лос-Анджелесе (с 2017), где состоял профессором на кафедре антропологии с 2001, в 1997—2000 ассоциированный профессор там же. В 1995—1997 завотделом антропологии Филдовского музея естественной истории. Член НАН США (2010). Феллоу Американской академии искусств и наук (2006) и Клуба первооткрывателей (2012), член Sigma Xi (2018).
Вырос в пригороде Питтсбурга; с ранних лет увлекся античностью.
Окончил Университет штата Пенсильвания (бакалавр B.A. археологии, 1979). Попал там под влияние еврейских эмигрантов из Венской философской школы, бежавших из нацистской Германии, в частности протеже австрийского философа Карла Поппера. В определении специализации Ч. Стэниша сыграл роль археолог William T. Sanders.
В Чикагском университете получил степени магистра A.M. (1983) и доктора философии (на кафедре антропологии). В 1990-97 исследовательский ассоциат там же. С 1988 куратор Филдовского музея естественной истории (по 1997), преемник в этом кач-ве Michael E. Moseley, прошел путь до заведующего отделом антропологии.
Проводил масштабные археологические исследования в Перу, Боливии и Чили. Его теоретическая работа посвящена изучению роли торговли, войны и организации труда в эволюции человеческого сотрудничества и сложных обществ. Автор многих статей; книг The Evolution of Human Co-operation (2017), Ancient Titicaca: The Evolution of Complex Society in Southern Peru and Northern Bolivia (2003), Ritual and Pilgrimage in the Ancient Andes (with B. Bauer, 2001), Ancient Andean Political Economy (1992). Публиковался в Annual Review of Anthropology, Proceedings of the National Academy of Sciences. Супруга — Garine Babian.